# 欧布瓦河
欧布瓦河（法語：Aubois，法語發音：[obwa]）是法国中央-盧瓦爾河谷大區谢尔省的河流，是卢瓦尔河的左支流，长42.9千米。